# DeSmuME
DeSmuME is een open source Nintendo DS emulator. De naam DeSmuME is een combinatie van "emulator", "DS" en "me".
De eerste versie van DeSmuME was Franstalig, later hebben gebruikers DeSmuME vertaald naar Engels. De oorspronkelijke ontwikkelaar was bij versie 0.3.3 gestopt door een verandering in de Franse wetgeving voor emulators. De wetswijziging bleek achteraf een 1 aprilgrap te zijn, maar de ontwikkelaar stopte alsnog. Hierna had hij de code van DeSmuME openbaar gemaakt.
Onder de systeemeisen van DeSmuME vallen:
- Windows: 8.1 of een latere versie
- OS X: v10.5.8 Leopard of een latere versie
- Linux: een recente distributie met Linuxkernel 2.6 of hoger
- CPU: 2,0 GHz Intel Core i3 of een vergelijkbare CPU
- RAM: 2 GB